# Água Longa
Água Longa es una freguesia portuguesa del concelho de Santo Tirso, con 14,90 km² de superficie y 2.134 habitantes (2001). Su densidad de población es de 143,2 hab/km².